# أكسيد الرصاص الثنائي والرباعي
أكسيد الرصاص الثنائي والرباعي هو من مزيج من أكسيدي الرصاص الثنائي والرصاص الرباعي، له الصيغة المجملة Pb3O4 وهو ذو لون أحمر ناري، لذا يعرف باسم أحمر الرصاص. يمكن كتابة صيغته على الشكل Pb3O4 ، أو 2PbO.PbO2.

## التاريخ
ذكره أبو بكر الرازي ضمن تصنيفات العقاقير في كتابه الحاوي وذلك تحت اسم الإسرنج.

## الخواص
- يؤدي تسخينه فوق 550°س إلى تفككه إلى أكسيد الرصاص الثنائي والأكسجين

2Pb3O4 → 6PbO + O2
- حمض النتريك يحل جزء الرصاص ذا رقم الأكسدة +2 ، تاركاً خلفه أكسيد الرصاص الرباعي غير المنحل.

Pb3O4 + 4HNO3 → PbO2 + 2Pb(NO3)2 + 2H2O

## التحضير
يحضر رابع أكسيد الرصاص من أكسدة أكسيد الرصاص الثنائي بالأكسجين عند درجات حرارة تتراوح حول 500°س:
6PbO + O2 → 2Pb3O4

## الاستخدامات
- يستخدم رابع أكسيد الرصاص كخضاب.
- يدخل في صناعة الزجاج من أجل إنتاج الزجاج المعشق.

## السلامة
مركبات الرصاص سامة يجب الحذر عند التعامل معها.